# 桑氏七鰓鰻
桑氏七鰓鰻（學名：Lampetra zanandreai），為圓口綱七鰓鰻目七鰓鰻科七鰓鰻屬的一種，分布於歐洲克羅埃西亞、斯洛維尼亞及義大利淡水流域，本魚軀幹肌節54-60，口上板，2顆單尖牙；口下板，單尖齒5-8顆，通常7顆； 2排前葉，第一排前牙，4顆單尖牙，橫舌板，單尖齒5-7顆，中齒增大；縱向舌板，每片約有6或7顆單尖齒，背部和側面呈灰色，腹面為白色，背鰭和尾鰭呈黃色，體長可達26公分，壽命可達6年，棲息在沙石底質的溪流，幼魚會埋在沙石待大約四年，以矽藻及有機碎屑為食，變態為成魚後就不進食了，繁殖發生從一月到六月。